# Livezi, Bacău
Livezi là một xã thuộc hạt Bacău, România. Dân số thời điểm năm 2002 là 5322 người.